# Борщагівка (Київ)
Борщагі́вка — історична місцевість, промислова зона, житловий масив у межах та за межею міста Києва. Так називається територія розташована на західному кордоні міста між залізницями Київ — Коростень, Київ — Фастів, Святошинським лісом і обабіч Кільцевої дороги. Територією протікає однойменна річка Борщагівка. Борщагівка входить до територій сучасного Бучанського району Київської області та міста Києва.

## Історія
Згадується з 1497 року (в тому числі як Борщагівка, Борщувка, Borszejowka, Borsciowka та ін.). Назва, за однією з версій — від трави борщівник. Борщагівка складалася з кількох сіл, що належали київським монастирям. Від кожного з них ці села здобули відповідну назву.
На карті України Боплана 1648 року зазначена як Борщівка (Borsciowka). Вона розташована у межах Київського воєводства Речі Посполитої на захід від Києва, на правому березі річки Репин, на північному краю Білогрудського лісу.

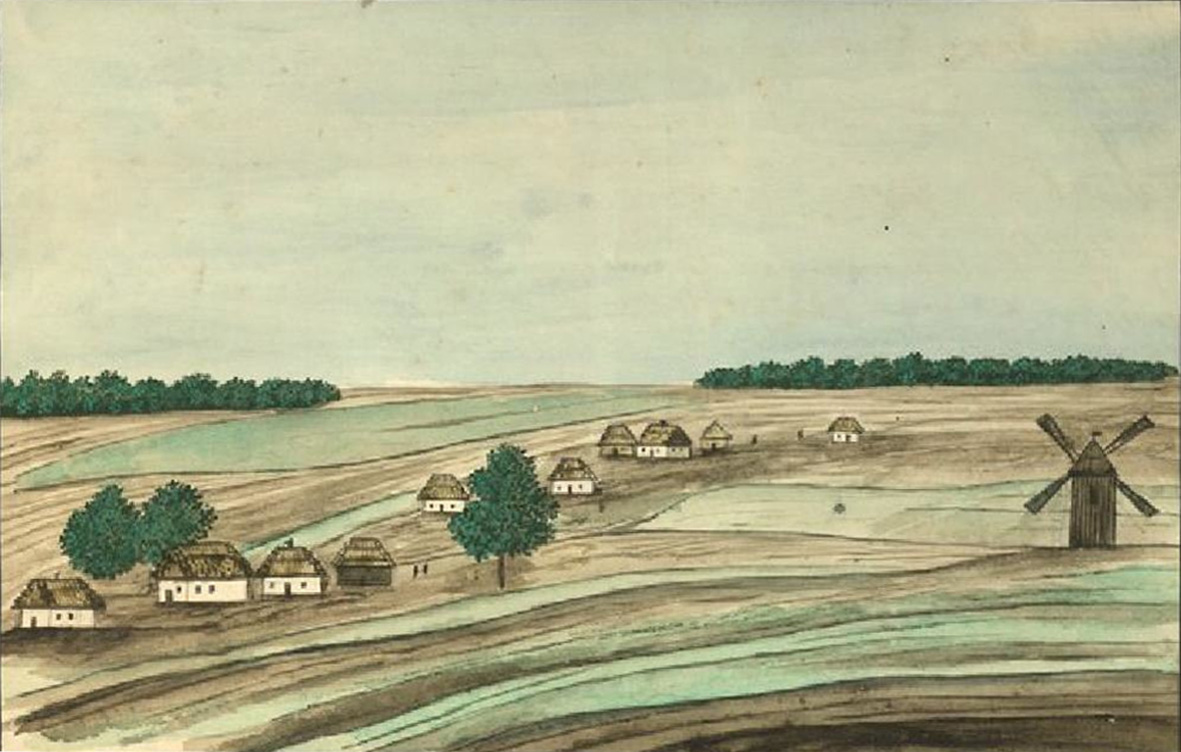
Село Микільська Борщагівка. Худ. Де ля Фліз, 1854 р.

Під час Коліївщини в Борщагівці побував отаман Яків Довгошиєнко.
Існують села Петропавлівська і Софіївська Борщагівка (за межами Києва), колишні села Братська і Михайлівська Борщагівка (існувала вздовж вулиць Качури, Трублаїні, Дев'ятого травня), на місці села Микільська Борщагівка у 1980-х рр. зведено житловий масив Південна Борщагівка (між проспектом Корольова і Кільцевою дорогою), на луках поряд з нею у 1967—1988 розбудовано житловий масив Микільська Борщагівка. На території Борщагівки у 1940—1950 роках збудовано також селище Жовтневе (між вулицями Перемоги, Бетховена і Жмеринською; з 1965 — у межах Києва), селище Перемога (вздовж вулиць Василя Верховинця і Сім'ї Стешенків) та хутір База (розташований на «острові», оточеному магістральними залізницями (зі сходу залізниця Київ — Коростень, з півночі та заходу сполучна залізниця Грушки — Алмаз, з півдня — з'єднувальна колія, що переходить з лінії Київ — Коростень до з. п. Алмаз).

## Розвиток
У 1974 році було відкрито кінотеатр «Лейпциг».
В лютому 1975 року була запущена перша в Україні гілка швидкісного трамваю (маршрут № 3), який зв'язав Микільську Борщагівку з центральними районами міста.

## Відомі люди
У Борщагівці, яка була у той час ще селом, народився український живописець XVIII століття Микола Данилевський.
Головний тренер футбольного клубу «Динамо» (Київ) Олексій Михайличенко, перший олімпійській медаліст України гімнаст Володимир Шаменко та співак Вадим Швидкий мешкали та ходили до школи на Борщагівці.

## Борщагівки
- Михайлівська Борщагівка між 1108 і 1113 роками була подарована Михайлівскому Золотоверхому монастирю її титарем — київським князем Святополком-Михайлом (онуком Ярослава Мудрого). 1974 року приєднана до Києва. Єдина з трьох Борщагівок, включених до Києва, що практично повністю зберегла малоповерхову садибну забудову та сільський вигляд.
- Микільська Борщагівка. Називалася за Військовим Микільським собором і монастиря при ньому. 1974 року приєднана до Києва. Майже повністю знесена на початку 1980-х років заради будівництва масиву Південна Борщагівка.
- Софіївська Борщагівка. У 1590 році київський митрополит Михайло Рагоза дав грамоту «земянину Єфиму Олешковичу» на «ленное владение земли со всеми угодьями», що належали Софійському монастирю.
- Братська Борщагівка. Називалася за Києво-Братським монастирем. 1974 року приєднана до Києва, значною мірою знесена у 1980-х роках заради будівництва масиву Південна Борщагівка.
- Петропавлівська Борщагівка.
- Південна Борщагівка. Масив, збудований на місці сіл Братська та Микільська Борщагівки у 1980-х роках.